# پکو باوونز
پکو باوونز (انگلیسی: Peco Bauwens; ۲۴ دسامبر ۱۸۸۶ – ۲۴ نوامبر ۱۹۶۳) بازیکن فوتبال، و داور فوتبال اهل آلمان بود.
وی همچنین برندهٔ جوایزی همچون برگ بوی نقره‌ای شده‌است.
از باشگاه‌هایی که در آن بازی کرده‌است می‌توان به اشاره کرد.